# Memoria prospectiva

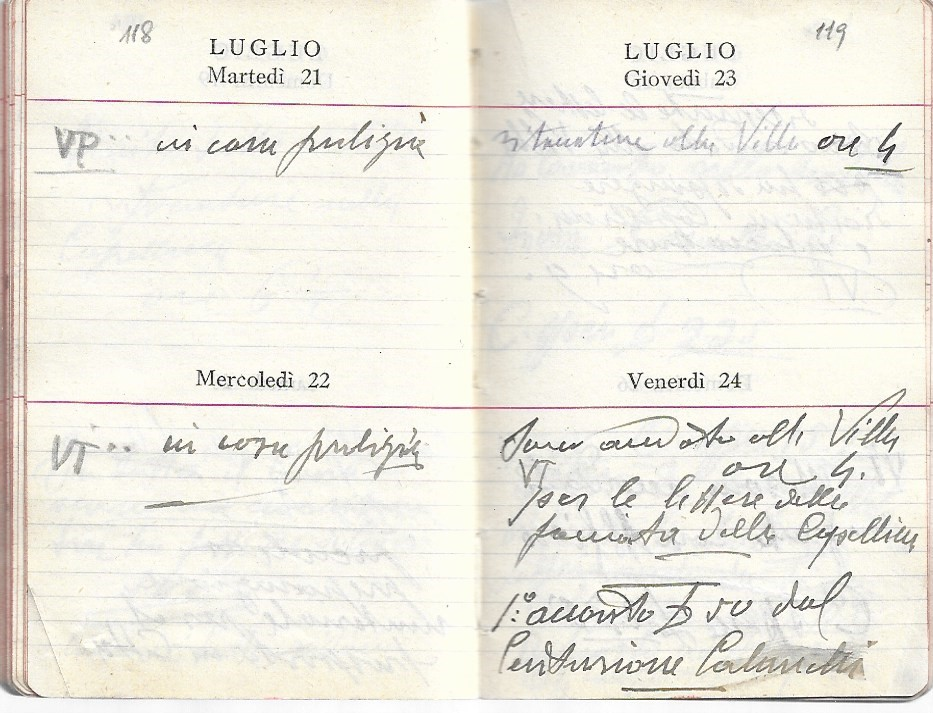
Agenda en italiano. La memoria prospectiva cumple funciones parecidas a las de una agendaː nos permite acordarnos de lo que tenemos que hacer y cuándo.

La memoria prospectiva es una forma de memoria que consiste en acordarse de realizar una acción planificada o recordar una intención planificada en algún momento futuro. Las tareas de memoria prospectiva son comunes en la vida diaria y van desde situaciones relativamente sencillas hasta cuestiones de vida o muerte. Como ejemplos de situaciones sencillas se pueden citar acordarse de lavarse los dientes, de responder a un correo electrónico o de devolver un libro a la biblioteca. Situaciones mucho más trascendentales serían un paciente que recuerda tomar la medicación para una enfermedad grave o un piloto que recuerda realizar procedimientos de seguridad específicos durante un vuelo.
A diferencia de la memoria prospectiva, la memoria retrospectiva de un individuo implica recordar personas, hechos o palabras que, en el pasado, han sido percibidos por ese individuo. La memoria prospectiva requiere que, en un momento del futuro, el individuo recuerde lo que tiene que hacer. Esto se le "grabó" en el pasado, por lo que, para ejercitar la memoria prospectiva, hay que servirse de la retrospectiva. Por ejemplo, a las 7ː50 María piensaː «Al salir del trabajo tengo que acordarme de comprar cereales». Después, a las 17ː30, se acuerda de lo que pensó a las 7ː50, pasa por la tienda y los compra. La memoria prospectiva se considera así una forma de "memoria del futuro".
La memoria retrospectiva implica recordar lo que sabemos; la memoria prospectiva se centra en lo que tenemos que hacer. Hay alguna evidencia que demuestra el papel de la memoria retrospectiva en la ejecución exitosa de la memoria prospectiva, pero este papel parece ser relativamente pequeño.

## Tipos

### Basada en sucesos y basada en el tiempo
Hay dos tipos de memoria prospectiva: la memoria prospectiva basada en sucesos y la basada en el tiempo. La memoria prospectiva basada en sucesos implica recordar realizar ciertas acciones cuando ocurren circunstancias específicas. Por ejemplo, pasar por delante de la biblioteca local recuerda la necesidad de devolver un libro atrasado. La memoria prospectiva basada en el tiempo implica recordar realizar una acción en un momento determinado. Por ejemplo, ver que son las 10:00 p. m. actúa como una señal para ver un programa de televisión favorito.
Sellen et al. investigaron en 1997 las señales basadas en sucesos y en tiempo en tareas de memoria prospectiva. Los experimentadores dieron a los participantes un lugar (señal basada en sucesos) y un tiempo (señal basada en tiempo) y se les dijo que presionaran un botón cada vez que aparecieran esas señales durante el estudio. Se encontró que el desempeño en tareas basadas en sucesos fue mejor que el desempeño en tareas basadas en tiempo, incluso cuando los participantes se tomaron más tiempo para pensar en sus respuestas.

#### Tipos de memoria prospectiva basada en sucesos: ejecución inmediata frente a ejecución diferida
McDaniel et al. (2004) distinguieron 2 subclases de la memoria prospectiva basada en sucesosː para tareas de ejecución inmediata y para tareas de ejecución retardada. Las tareas de ejecución inmediata implican una respuesta tan pronto como se percibe una señal en particular, mientras que en las de ejecución retardada pasa un tiempo entre la percepción de la señal relevante y la realización de la acción prevista. Las tareas de ejecución retrasada ocurren más comúnmente en la vida real cuando las circunstancias de una situación impiden una acción intermedia una vez que se ha percibido la señal. Los participantes en la investigación completaron tareas que implicaban varios retrasos e interrupciones entre señales y respuestas. Se demostró que el desempeño se resiente cuando hay un retraso o interrupción durante una tarea. Sin embargo, se demostró también que el uso de recordatorios para los participantes eliminaba los efectos de las interrupciones.

## Historia y perspectivas teóricas

### Historia
La memoria prospectiva recibió una gran atención cuando Ulric Neisser incluyó un artículo presentado por John A. Meacham en la reunión de la Asociación Americana de Psicología de 1975 en Chicago en su volumen editado en 1982, Memoria observadaː recordando en contextos naturales. Anteriormente, este documento y otros 3 artículos de Meacham habían recibido poca atención. Meacham definió la memoria prospectiva como información con implicaciones para acciones a realizar en el futuro, como detenerse en la tienda de camino a casa, y la distinguió de la memoria retrospectiva, que se ocupa únicamente del recuerdo de información del pasado. Meacham fue el primero en introducir esta distinción, junto con el propio término memoria prospectiva.
Existe un gran interés por los posibles mecanismos y recursos que subyacen en el funcionamiento de la memoria prospectiva.

### La teoría preparatoria de la atención y la memoria
La teoría preparatoria de atención y memoria (PAM por sus siglas en inglés) propone 2 tipos de procesos involucrados en el ejercicio exitoso de la memoria prospectiva. El primer componente de esta teoría involucra un proceso de seguimiento que comienza cuando una persona forma una intención que luego se mantiene hasta que se lleva a cabo. Este proceso mental de seguimiento consume capacidad, de manera similar a los que se utilizan para mantener la atención, porque existe la necesidad de que esa intención se grabe en la memoria. 
El segundo componente involucra el uso de elementos de procesos de memoria retrospectiva. Estos elementos se utilizan para diferenciar entre la intención deseada y los pensamientos no deseados, en un intento de mantenerse centrado en el objetivo y no en las otras opciones que lo rodean. La memoria retrospectiva también se usa para recordar específicamente qué intención realizar, y se necesita el proceso de seguimiento para recordar realizar esta acción en el momento o situación correctos.
De acuerdo con esta teoría, la memoria prospectiva debe mejorar cuando toda la atención se dirige a la tarea deseada respecto a cuando la atención se divide entre múltiples tareas. La investigación realizada por McDaniel et al. (1998) intentó demostrar que el rendimiento de la memoria prospectiva es mejor cuando el individuo está centrado en una sola tarea que cuando su atención se divide entre varias. Los resultados fueron consistentes con la teoría PAMː el rendimiento de la memoria prospectiva de los participantes fue mejor cuando se limitaban a una única tarea.
Sin embargo, hay mucho escepticismo acerca de que los complejos mecanismos de la teoría PAM sean necesarios para todas las tareas de memoria prospectiva, a veces muy cotidianas. En la investigación de Reese y Cherry (2002), los participantes tenían la intención de actuar en el futuro, pero fueron interrumpidos antes de actuar cuando la señal para actuar estaba presente. Cuando se preguntó a los participantes qué pensaban en el momento de la interrupción, solo el 2 % informó que estaba pensando en la intención original. Esto aportó evidencia, en contra de la teoría PAM, de que existe un proceso de seguimiento constante desde que se construye la intención hasta que se realiza la acción.

### Teoría reflexiva-asociativa
Investigaciones posteriores realizadas por Einstein y McDaniel en 1990 encontraron que los sujetos, durante las tareas de memoria prospectiva, informaron de que su intención a menudo "apareció" en la mente, en lugar de ser seguida constantemente y mantenida conscientemente. De manera similar, se propuso una teoría en el año 2000, llamada teoría reflexivo-asociativa, que establece que, cuando las personas crean una intención para una tarea de memoria prospectiva, asocian mentalmente la pista objetivo y la acción prevista. Más tarde, cuando se produce la señal objetivo, el sistema automático de memoria asociativa desencadena la recuperación de la acción prevista y la devuelve a la conciencia. Por lo tanto, siempre que ocurra la señal objetivo, la asociación realizada previamente iniciará la recuperación de la acción prevista, independientemente de si la intención está en la conciencia.

### Modelo multiproceso
Otra teoría que se ha utilizado para explicar los mecanismos de la memoria prospectiva es el modelo multiproceso propuesto por McDaniel y Einstein (2005). Esta teoría establece que la recuperación del recuerdo de la acción que se quiere realizar (comprar los cereales) en el momento oportuno para realizarla (al salir del trabajo) no siempre necesita un proceso de seguimiento activo, sino que puede ocurrir espontáneamente (es decir, la ocurrencia de una señal —en el ejemplo, la salida del trabajo— puede hacer que se recuerde la intención, incluso cuando no se involucran procesos atencionales preparatorios). Por lo tanto, se pueden usar múltiples procesos para una memoria prospectiva exitosa. 
Se creía además que sería una mala adaptación confiar únicamente en el seguimiento activo, porque requiere muchos recursos de atención. Esto puede interferir potencialmente con otras formas de procesamiento que se requieren para diferentes tareas durante el intervalo de retención (si estamos todo el rato pensando en una cosa que tenemos que recordar, puede que durante ese tiempo realicemos tareas menos eficientemente).
Las señales de memoria prospectiva conducirán a la recuperación espontánea de una intención cuando se cumpla al menos una de 4 condiciones: 
1. la señal y la acción objetivo están altamente asociadas entre sí,
2. la señal es sobresaliente,
3. los otros procesos realizados durante el período entre la señal y la acción dirigen la atención a las características relevantes de la señal (p. ej., el procesamiento apropiado de la tarea), o
4. la acción prevista es simple.

Las investigaciones posteriores han hallado que, aunque muchos aspectos de las tareas de memoria prospectiva son automáticos, implican una pequeña cantidad de procesamiento. Un experimento realizado por Einstein et al. (2005) mostró que algunos participantes se desempeñaban más lentamente en una tarea de rellenado cuando realizaban una tarea de memoria prospectiva al mismo tiempo. Aunque algunos de los participantes no realizaron el proceso de seguimiento, mostraron casi la misma tasa de éxito en esa tarea de rellenado, lo que demuestra el uso de múltiples procesos para el desempeño de la memoria prospectiva.

## Neuroanatomía

### Lóbulo frontal

Vista del lóbulo frontal (rojo) en el hemisferio cerebral izquierdo

Como la memoria prospectiva implica recordar y cumplir una intención, requiere memoria episódica, memoria declarativa y memoria retrospectiva, seguidas de funciones ejecutivas de supervisión. Todas ellas están controladas por el lóbulo frontal, que está situado en la parte delantera del hemisferio cerebral.
Los estudios que utilizan tomografía por emisión de positrones (PET) detectan un ligero aumento en el flujo sanguíneo al lóbulo frontal en los participantes que realizan tareas de memoria prospectiva mientras llevan a cabo otras acciones. Durante estas tareas, las zonas del cerebro que se activan incluyen la corteza prefrontal, específicamente las regiones dorsolateral, ventrolateral y medial derechas, así como el lóbulo frontal medio. La corteza prefrontal es responsable de mantener la intención en la conciencia y suprimir otros pensamientos internos. El lóbulo frontal mediano mantiene la atención centrada en la acción planificada en lugar de las otras tareas.
La corteza prefrontal está involucrada principalmente en la memoria prospectiva basada en sucesos y no en la basada en el tiempo. Chen et al. (2008) hicieron que los participantes con lesiones en la corteza prefrontal realizaran tareas de memoria prospectiva basadas en sucesos y en tiempo. Descubrieron que el rendimiento se vio afectado en las tareas basadas en sucesos, pero no en las basadas en tiempo.
Otros estudios de lesiones también han demostrado el uso del lóbulo frontal para recordar las intenciones y concentrarse en ellas. Burgess et al. (2000) estudiaron pacientes con lesiones en áreas del lóbulo frontal, como el área 10 de Brodmann, y encontraron que estos pacientes no seguían las instrucciones ni cambiaban la atención durante las tareas de memoria prospectiva.

### Lóbulo parietal

Vista del lóbulo parietal (rojo) en el hemisferio cerebral izquierdo

El lóbulo parietal suele estar involucrado en el procesamiento de la información sensorial y está situado en la región superior del cerebro.
Para la memoria prospectiva, el lóbulo parietal es importante para reconocer las señales que desencadenan una acción prevista, especialmente cuando las señales son visuales o espaciales. El lóbulo parietal también es responsable de mantener la atención en la acción prevista e inhibir otras actividades durante la ejecución. Los estudios que utilizan PET han demostrado que el lóbulo parietal se activa cuando los participantes realizan tareas de memoria prospectiva que involucran información visual, como recordar una serie de números. La activación del lóbulo parietal también es evidente en estudios que utilizan magnetoencefalografía (MEG), que rastrea la actividad eléctrica del cerebro.
Harington et al. (1998) encontraron que áreas neuronales que van desde la corteza parietal inferior hasta las circunvoluciones frontales están involucradas en el seguimiento temporal durante las tareas de memoria prospectiva basadas en el tiempo. Los pacientes con daños en estas áreas del cerebro tenían dificultad para juzgar la duración y la frecuencia de los tonos auditivos que se les presentaban.

### Sistema límbico

Vista del tálamo (rojo) en los hemisferios cerebrales izquierdo y derecho

Gran parte del sistema límbico, que contiene estructuras cerebrales primitivas relacionadas con la emoción y la motivación, está involucrada en la memoria.
- Hipocampo

Vista del hipocampo (rojo) en los hemisferios cerebrales derecho e izquierdo

 El hipocampo se encuentra en el lóbulo temporal medial y juega un papel importante en la recuperación de los recuerdos. Para la memoria prospectiva, el hipocampo es responsable de buscar la acción deseada entre otros recuerdos. Los estudios que utilizan PET muestran activación del hipocampo durante las tareas de memoria prospectiva basadas en sucesos y durante las basadas en tiempo.
Adda et al. (2008) evaluaron pacientes con deterioro de la memoria episódica debido a epilepsia asociada con esclerosis temporal mesial. Los pacientes con este trastorno tienen dañado su lóbulo temporal medial y el hipocampo. Su desempeño en las tareas de memoria prospectiva basadas en eventos y en tiempo se vio significativamente afectado. Su rendimiento de la memoria prospectiva también fue peor que el del grupo de control después de retrasos inmediatos, de 30 minutos y de siete días, pero fue especialmente notable después de largos retrasos porque los pacientes no pudieron mantener la información durante largos períodos de tiempo. Los pacientes también vieron afectada su velocidad de procesamiento, sin tener en cuenta las distracciones y la memoria episódica.
El mismo deterioro en la memoria prospectiva también se observa en pacientes con lesiones en el hipocampo. Se ha demostrado que el daño en el hipocampo izquierdo tiene un efecto peor sobre la memoria prospectiva que el daño en el hipocampo derecho. Si bien el hipocampo en su conjunto puede estar involucrado en la memoria prospectiva, el lado izquierdo juega un papel más dominante. Esto muestra la complejidad del cerebro y se necesita más investigación para comprender mejor el papel de cada sección.
- Región parahipocampal

Vista del giro parahipocampal (rojo) en el hemisferio cerebral izquierdo

 La circunvolución parahipocampal rodea el hipocampo. La información sensorial pasa de las áreas corticales al hipocampo a través de esta circunvolución parahipocampal. Esta circunvolución se activa durante las tareas de memoria prospectiva, como lo muestran Kondo et al. (2010), quienes utilizaron imágenes de resonancia magnética con tensor de difusión para rastrear la cantidad de flujo de agua en todo el cerebro. Se cree que esta circunvolución desempeña un papel en el reconocimiento de señales que desencadenan la realización de acciones previstas.
Los estudios que utilizan PET han llegado a las mismas conclusiones con respecto al uso de la circunvolución parahipocampal para la memoria prospectiva. Esta circunvolución se activa en tareas de memoria prospectiva de asociación pareada, en las que los participantes deben aprender un par de palabras y poder recordar la mitad del par en ensayos posteriores. Se sospecha que la circunvolución parahipocampal también participa en el seguimiento de la novedad de los estímulos presentados. Si no se siguen adecuadamente, estos nuevos estímulos pueden distraer durante los intentos de recordar las intenciones que se quieren realizar en el futuro.
- Tálamo

El tálamo también se encuentra cerca del hipocampo. Transmite información sensorial entre las áreas corticales del cerebro, mediando las respuestas de las células y las demandas de atención. Durante las tareas exitosas de memoria prospectiva, la PET muestra que el tálamo se activa cuando se presentan señales de intención y se actúa en consecuencia. No muestra ninguna actividad si los participantes en el experimento esperan que aparezcan las señales. Por lo tanto, es probable que el tálamo ayude a mantener las intenciones y ejecutarlas solo en el momento apropiado.
- Giro cingulado anterior y posterior

Vista del giro cingulado (rojo) en el hemisferio cerebral izquierdo

El giro cingulado es otra estructura asociada con el hipocampo. Su papel en la función de la memoria es transmitir información entre el hipocampo y las áreas corticales. El giro cingulado anterior y posterior están involucrados en la planificación y creación de intenciones, que son etapas iniciales en la memoria prospectiva. Las lesiones en el giro cingulado anterior izquierdo conducen a que no se recuerden las intenciones, especialmente después de un retraso, que es necesario para las etapas posteriores de la memoria prospectiva.

## Métodos de prueba
Los métodos que evalúan la memoria prospectiva requieren la distinción entre memoria retrospectiva, que recuerda información del pasado, y memoria prospectiva, que recuerda información para el futuro. La memoria prospectiva requiere memoria retrospectiva, porque la persona no solo debe recordar que debe actuar en el futuro, sino también qué debe hacer. Por ejemplo, recordar comprar comestibles después del trabajo (memoria prospectiva) requiere la capacidad de recordar qué tipo de comestibles se necesitan (memoria retrospectiva). Si bien la memoria prospectiva y la memoria retrospectiva están conectadas, son distinguibles. Ocasionalmente sucede que una persona recuerda que debe hacer algo, pero no recuerda el qué. Esto hace posible separar estos 2 procesos durante las pruebas.

### Autoinformes sobre memoria prospectiva
- Primeras medidas en autoinforme

Las primeras medidas de la memoria no tenían en cuenta la distinción entre memoria prospectiva y retrospectiva. Por ejemplo, el Cuestionario de fallas cognitivas creado por Broadbent et al. (1982) consta de 25 preguntas, con solo 2 relacionadas con la memoria prospectiva. El Cuestionario de memoria cotidiana creado por Sunderland et al. (1984) contiene 18 preguntas, con solo 3 relacionadas con la memoria prospectiva.
- El Cuestionario de memoria prospectiva y retrospectiva

El Cuestionario de memoria prospectiva y retrospectiva (PRMQ por sus siglas en inglés) fue desarrollado por Smith et al. (2000) para medir autoinformes (cuestionarios que los sujetos experimentales rellenan sobre sí mismos sin intervención de los investigadores) de memoria prospectiva y retrospectiva en pacientes con enfermedad de Alzheimer. Es un cuestionario de 16 preguntas en el que los participantes clasifican la frecuencia con la que se produce un fallo de memoria utilizando una escala de 5 puntos (Muy a menudo, Bastante a menudo, A veces, Rara vez y Nunca). El PRMQ evalúa igualmente 3 dimensiones: 
1. memoria prospectiva y memoria retrospectiva,
2. memoria a corto plazo y memoria a largo plazo, y
3. memoria con señales propias y memoria con señales ambientales.

Dado que el PRMQ se basa en un autoinforme, está limitado por la forma en que los participantes interpretan las preguntas, cómo los participantes perciben la capacidad de su propia memoria, la voluntad de los participantes de decir la verdad y su capacidad para recordarla.
Se ha demostrado que el PRMQ es un método fiable y preciso para probar la memoria. Se ha evaluado frente a otros 10 medidas de la memoria y se ha utilizado para personas de muy distinta demografía (diferentes por género, educación, situación económica, edad o país de origen).
Muchos estudios han utilizado versiones del PRMQ desde su creación. Por ejemplo, el estudio de Crawford et al. (2003) utilizó un PRMQ para evaluar la memoria de una muestra de la población adulta general con edades comprendidas entre los 17 y los 94 años. Se emplean muchas preguntas para probar todas las combinaciones posibles de los diferentes tipos de memoria evaluados por el PRMQ. Por ejemplo, preguntas como «¿Decides hacer algo en unos minutos y luego te olvidas de hacerlo?» evalúan la memoria prospectiva, la memoria a corto plazo y la memoria con autoseñal —hay 3 maneras de recordar (de "recuperación", en el vocabulario que se usa para la memoria)ː libre, con señal (clave, pista, en inglés cue) y serial; ver Recuperación (memoria). Preguntas como «¿Repite la misma historia a la misma persona en diferentes ocasiones?» evalúan la memoria retrospectiva, la memoria a largo plazo y la memoria con señales ambientales.

### Tareas de memoria prospectiva
Las tareas de memoria prospectiva se pueden utilizar de diversas maneras para evaluar la memoria prospectiva. En primer lugar, los resultados de estas tareas pueden evaluar directamente la memoria prospectiva. Además, estas tareas se pueden realizar mientras los experimentadores usan PET, resonancia magnética nuclear (RMN) o MEG para ver qué áreas de los cerebros de los sujetos experimentales se activan. Finalmente, estas tareas pueden ir seguidas de cuestionarios sobre memoria prospectiva. La combinación de diferentes evaluaciones puede confirmar o refutar las hipótesis iniciales del experimento. Todas las tareas pueden evaluar etapas individuales de la memoria prospectiva, como la formación o ejecución de una intención, o acceder a la memoria prospectiva como un todo observando el desempeño general.
- Tareas de memoria prospectiva basadas en sucesos

En las tareas de memoria prospectiva basadas en sucesos, se pide a los participantes que recuerden realizar una tarea cuando se les indique la información adecuada. Existen numerosos tipos posibles de tareas basadas en sucesos. Por ejemplo, Raskin (2009) pidió a los participantes que firmaran con su nombre cuando se les diera un bolígrafo rojo, mientras que Adda et al. (2008) pidió a los participantes que recordaran solicitar la devolución de un artículo personal al final del experimento.
- Tareas de memoria prospectiva basadas en el tiempo

En las tareas de memoria prospectiva basadas en el tiempo, se pide a los participantes que recuerden realizar una tarea en un momento determinado. También hay numerosos tipos posibles de tareas basadas en el tiempo. Por ejemplo, Chen et al. (2008) pidieron a los participantes que comprobaran el reloj cada 5 minutos durante una prueba escrita, mientras que Adda et al. (2008) les pidieron que recordaran al experimentador que pagara una factura a tiempo.
- Pruebas estandarizadas

Se han creado pruebas estandarizadas para evaluar de manera uniforme la memoria prospectiva. Pueden incorporar diferentes tareas basadas en sucesos y en el tiempo a la vez. Los experimentadores pueden probar la memoria prospectiva haciendo que las personas realicen tareas en orden sin interrupciones, las realicen con interrupciones, o haciendo que realicen múltiples tareas.
Una prueba estandarizada típica puede incluir los siguientes 5 pasos:
1) Los participantes reciben instrucciones sobre una tarea en curso y se les permite practicar.
2) Se dan instrucciones a los participantes para otra tarea relacionada con la memoria prospectiva.
3) Los participantes realizan otras actividades durante un retraso entre la intención formada y la presentación de la señal objetivo.
4) Se vuelve a introducir a los participantes en la primera tarea en curso sin que se les recuerde la tarea de memoria prospectiva.
5) La señal objetivo se presenta durante la tarea en curso, y la memoria prospectiva de los participantes se evalúa según el número de veces que recuerdan realizar la acción prevista.
Las pruebas estandarizadas como la Prueba de memoria prospectiva de Cambridge (CAMPROMT por su acrónimo en inglés) o la Prueba de detección de memoria para intenciones (MIST por sus siglas en inglés) son pruebas escritas en las que los participantes completan tareas basadas en sucesos y en el tiempo mientras realizan tareas de distracción, como una búsqueda de palabras. Los participantes reciben instrucciones verbales y escritas y se les permite usar estrategias como tomar notas para ayudar a la memoria. Su desempeño de memoria prospectiva se evalúa de 1 a 18, siendo 18 el más alto.

### Evaluaciones tecnológicas
Se crearon evaluaciones tecnológicas para evaluar de manera más adecuada la memoria prospectiva al combinar las intenciones de la vida real con el control experimental.
- Realidad virtual

Los participantes realizan tareas de memoria prospectiva en la realidad virtual. Los experimentadores pueden crear tareas basadas en eventos, como recordar etiquetar las cajas como frágiles antes de moverlas, o tareas basadas en el tiempo, como permitir que un hombre de mudanzas entre en la casa en 5 minutos. Todas las tareas involucran acciones diarias y otras acciones de la vida real que se basan en algunos aspectos de la memoria prospectiva.
- Procedimiento de video de recuerdo prospectivo

En el Procedimiento de video de recuerdo prospectivo (PRVP por sus siglas en inglés), se cuenta a los participantes que recibirán tareas para completar mientras miran un video en una pantalla. Se les entrega una hoja de respuestas para registrar los detalles de las tareas cuando aparecen las señales apropiadas en el video. Se asigna una tarea de distracción en un momento determinado para evaluar la memoria prospectiva. Titov y Knight (2001) utilizaron un PRVP con un video que consistía en un peatón caminando por un distrito comercial y requería que los participantes tomaran decisiones sobre la compra de artículos como si fueran el peatón. Ir de compras requiere muchas intenciones de memoria prospectiva, como recordar qué artículos se necesitan y qué artículos se pueden comprar otro día.

## Factores que afectan la memoria prospectiva

### Edad
Hay una cantidad cada vez mayor de investigación sobre el efecto de la edad en la memoria prospectiva. Los estudios habituales comparan grupos de personas de diferentes edades. Un estudio de Smith et al. (2010), al comparar la memoria prospectiva basada en sucesos en escolares (7 a 10 años) y adultos jóvenes, encontraron que los adultos tenían un mejor rendimiento de esta memoria. Otro estudio de Kvavilashvili et al. (2009) comparando la memoria prospectiva basada en el tiempo entre adultos jóvenes (de 18 a 30 años), adultos maduros (de 60 a 75 años) y adultos mayores (de 76 a 90 años) mostró que los adultos jóvenes tenían un mejor desempeño. La memoria prospectiva basada en eventos se comparó también entre maduros y mayores, y se halló que los maduros tenían mejor memoria prospectiva que los mayores.
Estos estudios sugirieron que existe una mejora continua de la memoria prospectiva desde la infancia hasta la edad adulta joven, pero que comienza una disminución en la edad adulta posterior.

### Genética
Un estudio que comparó la memoria prospectiva de familiares de primer grado no psicóticos de pacientes con esquizofrenia y participantes de control mostró que los familiares se desempeñaron significativamente peor en las tareas de memoria prospectiva basadas en el tiempo y en sucesos. Dado que la esquizofrenia tiene un componente hereditario, esto sugiere que la genética puede afectar la memoria prospectiva.

### Uso de sustancias
- Tabaco

La investigación muestra hallazgos mixtos sobre el efecto del tabaquismo en la memoria prospectiva, pero hay más evidencia a favor de que fumar disminuye su rendimiento. Las medidas autoinformadas como el Cuestionario de memoria prospectiva y retrospectiva (PRMQ por sus siglas en inglés) no mostraron diferencias entre fumadores y no fumadores. Sin embargo, los resultados de las tareas de memoria prospectiva han sugerido lo contrario. Las tareas son más objetivas, ya que eliminan los sesgos subjetivos que pueden ocurrir en el PRMQ.
Un estudio de Heffernan et al. (2010) sugirió que el tabaquismo persistente está asociado con disminuciones de la memoria prospectiva y que el impacto de la nicotina en la memoria prospectiva a largo plazo puede depender de la dosis. Mayores cantidades de tabaco conducen a un peor rendimiento de la memoria prospectiva.
- Alcohol

Los bebedores excesivos autoinformaron más deficiencias en la memoria prospectiva tanto a corto como a largo plazo en las preguntas del PRMQ. Los consumidores crónicos de alcohol en exceso mostraron un desempeño deficiente en tareas que incluyen el aprendizaje de listas de palabras, memoria lógica a corto y largo plazo, memoria de trabajo general y razonamiento abstracto. La investigación también ha evaluado a los efectos del consumo excesivo de alcohol en la memoria prospectiva cotidiana de los adolescentes. Los bebedores compulsivos y los no bebedores compulsivos participaron en dos subescalas de memoria prospectiva del PRMQ. Además de los cuestionarios, se utilizó el Procedimiento de video de recuerdo prospectivo (PRVP) para medir objetivamente la memoria prospectiva. Se demostró que cuanto mayor cantidad de alcohol consumía la persona por semana, peor memoria prospectiva tenía en el PRVP, lo que ilustra un efecto dañino del consumo excesivo de alcohol en la memoria prospectiva cotidiana de los adolescentes.
- Canabis

El cannabis (marihuana, maría) es una droga recreativa de uso común derivada de la planta Cannabis sativa. El fármaco se dirige al sistema nervioso central y se asocia con deficiencias cognitivas, como deficiencias en la toma de decisiones, el aprendizaje y la velocidad de procesamiento. El déficit informado de manera más consistente entre los usuarios está relacionado con el rendimiento de la memoria. Un estudio de Bartholomew et al. (2010) se llevó a cabo utilizando el PRMQ y una tarea de memoria prospectiva basada en video para evaluar a los consumidores y no consumidores de cannabis. Los consumidores de cannabis se desempeñaron significativamente peor tanto en el PRMQ como en la tarea de memoria prospectiva basada en video, lo que sugiere que el cannabis afecta negativamente a la memoria prospectiva.
- Éxtasis y metanfetamina

Éxtasis: el rendimiento de la memoria prospectiva es sensible al uso regular e incluso moderado de éxtasis. Los usuarios de éxtasis experimentan dificultades generalizadas con la memoria prospectiva.
La metanfetamina es una droga de la que se abusa mucho. Se conoce comúnmente como "metanfetamina cristalina" y se sabe que su uso crónico provoca deterioro cognitivo. Los mismos investigadores que estudian los efectos del consumo de éxtasis en la memoria prospectiva han encontrado efectos paralelos de la metanfetamina. Las deficiencias en la memoria prospectiva aún son reconocibles en exconsumidores que no han tomado drogas durante un promedio de 6 años.

### Enfermedades y trastornos
Muchas enfermedades y trastornos afectan negativamente la memoria prospectiva, así como la memoria general, al reconocimiento de elementos y la memoria de orden temporal. Los efectos van desde deterioros cognitivos leves hasta deterioros más perjudiciales, como la demencia de aparición temprana.
- Anemia drepanocítica

La anemia de células falciformes (ECF por sus siglas en inglés) es un trastorno sanguíneo genético autosómico recesivo que conduce a alteraciones en la forma de los glóbulos rojos. La ECF no solo puede afectar el sistema inmunitario, sino que también puede provocar complicaciones con la memoria. Los niños con ECF han mostrado deficiencias en la memoria prospectiva basada en sucesos. Pueden tener problemas con aspectos de la vida diaria que requieren memoria prospectiva, como olvidarse de hacer los deberes, incluso con su cartera escolar cerca. Más importante aún, este aspecto hace más difícil controlar la enfermedad, ya que pueden olvidarse de cuándo tomar la medicación o ir a una cita con el médico. Estos efectos también pueden persistir en la edad adulta.
- Parkinson

Los pacientes con enfermedad de Parkinson temprana sufren un deterioro de la memoria prospectiva que afecta a su vida cotidiana. Estos pacientes muestran deterioro en el uso de estrategias atencionales internas que son necesarias para la recuperación de la intención. La enfermedad de Parkinson conduce a un peor desempeño en las tareas de memoria prospectiva basadas en el tiempo pero no en las basadas en sucesos. Por ejemplo, los pacientes pueden olvidarse de tomar el medicamento en ciertos momentos del día, pero es menos probable que se olviden si ven el frasco del medicamento.
- Esquizofrenia

Se ha demostrado que la esquizofrenia produce dificultades generalizadas de memoria prospectiva y también se asocia con deficiencias en la memoria retrospectiva y en la función ejecutiva (neuropsicología). Algunos estudios han demostrado que la deficiencia de la memoria retrospectiva no es suficiente para producir el deterioro de la memoria prospectiva observado en pacientes con esquizofrenia. Por lo tanto, la esquizofrenia conduce a déficits primarios en la memoria prospectiva, lo que resulta en un rendimiento deficiente en las tareas de memoria prospectiva basadas en sucesos y en el tiempo. El tratamiento de la esquizofrenia incluye el uso de medicamentos y terapias como la terapia cognitiva conductual. La memoria prospectiva es extremadamente importante para estos tratamientos, porque olvidar la medicación o una cita de terapia puede conducir a la reaparición de síntomas esquizofrénicos como alucinaciones, habla desorganizada y paranoia.
- Esclerosis múltiple

La esclerosis múltiple es un trastorno inflamatorio que produce desmielinización en todo el sistema nervioso central. La relación entre la ubicación de la desmielinización y el deterioro cognitivo no se ha identificado de manera consistente. La memoria retrospectiva se ha estudiado mucho y se sabe que se ve afectada negativamente por la esclerosis múltiple. Sin embargo, un estudio de Rendell et al. (2006) demostró que el fallo de la memoria prospectiva no se debe enteramente al de la memoria retrospectiva, y que la esclerosis múltiple puede conducir a dificultades generalizadas de la memoria prospectiva.

### El embarazo
El efecto del embarazo en la memoria prospectiva aún se encuentra en estudio. Rendel et al. (2008) probaron la memoria prospectiva de 20 mujeres embarazadas en el laboratorio. No se observaron diferencias significativas entre las mujeres embarazadas y no embarazadas para las tareas de memoria prospectiva basadas en sucesos, pero hubo obstáculos claros en el desempeño de las mujeres embarazadas en las tareas de memoria prospectiva basadas en el tiempo, como una fecha límite de trabajo. Es más probable que las mujeres embarazadas recuerden realizar una intención después de que la señal ya haya pasado. Además, se descubrió que las mujeres analizadas unos meses después de dar a luz olvidaban las intenciones por completo. Ambos hallazgos pueden estar relacionados con el estrés encontrado durante el embarazo o la crianza de los hijos y la falta de sueño.

### Señales emocionales
Se ha demostrado que las señales emocionales eliminan las diferencias de edad en la memoria prospectiva. Para los participantes mayores, las señales emocionales de la memoria prospectiva se recordaron mejor que las señales neutrales. Ya sean las señales positivas o negativas, un fuerte apego emocional hace que la señal sea más relevante y fácil de recordar. Altgassen et al. especularon con que la amígdala cerebral y el hipocampo (anatomía) pueden desempeñar un papel en este efecto de memoria emocionalmente mejorado.

### Incentivos motivacionales
En un estudio de Kliegel et al. (2008), se demostró que el estado motivacional afectó el desempeño en 2 grupos de edad (3 y 5 años) al completar la misma tarea de memoria prospectiva. No hubo diferencia para los 2 grupos de edad cuando la motivación era alta, pero el rendimiento de los niños de 3 años se redujo cuando la motivación era baja. Si una persona considera que una tarea no es importante o se ve afectada por la fatiga, no estará motivada para recordar la intención. Se prestará menos atención a las señales relevantes y es más probable que se olvide. Por lo tanto, la memoria prospectiva se puede mejorar evitando estados de baja motivación.

## Memoria prospectiva cotidiana
Varios estudios han informado que entre el 50 y el 80 % de los recuerdos cotidianos están, al menos en parte, relacionados con la memoria prospectiva. La memoria prospectiva es crucial para la vida diaria, ya que cotidianamente las personas forman intenciones para realizarlas en el futuro y recuerdan llevar a cabo intenciones que formaron en el pasado. Numerosos aspectos de la vida diaria requieren memoria prospectiva, desde actividades ordinarias, como recordar dónde encontrarnos con un amigo, hasta tareas más importantes, como recordar a qué hora tomar la medicación.

### Gestión del tiempo
Existe una relación complicada entre la memoria prospectiva y las habilidades de gestión del tiempo que incluyen hacer listas, programar actividades y evitar interrupciones. Los estudios no han identificado relaciones de causa y efecto entre la buena memoria prospectiva de una persona y una buena gestión del tiempo por su parte (o lo contrarioː mala memoria-mala gestión), pero se han observado muchas correlaciones consistentes. Por ejemplo, las personas que informaron de una mejor memoria prospectiva según el Cuestionario de memoria prospectiva y retrospectiva (PRMQ por sus siglas en inglés) también indicaron una mayor probabilidad de establecer metas y prioridades y ser más organizadas. Puede haber un efecto cíclico entre la memoria prospectiva y la gestión del tiempo: una mejor memoria puede conducir a una mejor gestión y una mejor gestión puede conducir a una mejor memoria. Existen también estrategias caseras para acordarse de hacer algo, como atarse un hilo a un dedo o escribir notas en la mano.

### Aviación
Los controladores de aviación a menudo están ocupados con múltiples tareas al mismo tiempo, y pueden ocurrir situaciones peligrosas cuando les falla la memoria prospectiva. En el desastre de la pista de Los Ángeles de 1991, un controlador de torre olvidó un paso en un procedimiento simple y eso provocó que 2 aviones chocaran entre sí, matando a varios pasajeros y tripulantes. Un análisis de más de 1 300 accidentes fatales de aviación entre 1950 y 2009 mostró que la mayoría se debió a errores del piloto: 50 % atribuidos a errores del piloto, 6 % a errores humanos ajenos al piloto, 22 % a fallos mecánicos, 12 % a mal tiempo, 9 % a sabotaje y 1 % a otras causas.

### Enfermería
El entorno de enfermería está lleno de tareas de memoria prospectiva basadas en sucesos y en el tiempo. Tareas simples como recordar pedir un medicamento o llamar a la familia del paciente y recordar cuándo cambiar de turno son solo algunos ejemplos en que una enfermera depende de su memoria prospectiva. Es sorprendente que no se hayan realizado muchas investigaciones sobre la importancia de la memoria prospectiva en las enfermeras, ya que se enfrentan a muchas tareas vitales.

### Anticoncepción
Se requiere memoria prospectiva para recordar cuándo tomar las píldoras anticonceptivas orales. Un estudio realizado por Matter y Meier (2008) mostró que las mujeres que reportaron una mayor capacidad de memoria prospectiva estaban más satisfechas con el uso de anticonceptivos orales y experimentaron niveles de estrés más bajos. Tener mejor memoria prospectiva hace que sea más fácil para estas mujeres recordar tomar sus anticonceptivos a la hora requerida del día.

### Teléfonos inteligentes
Los teléfonos inteligentes (smartphones) pueden servir como posibles ayudas para la memoria prospectiva. Los calendarios electrónicos son de gran utilidad en las tareas de memoria prospectiva basadas en el tiempo (cuando llega el momento de realizar una tarea que el usuario grabó en el calendario, el teléfono activa una alarma) y en algunos casos también recuerdan tareas basadas en sucesos. El teléfono puede rastrear la ubicación del usuario (si este ha habilitado dicha opción) usando el Sistema de Posicionamiento Global (GPS) del aparato, y mostrar al usuario recordatorios basados en su ubicación actual. Por ejemplo, cuando un padre está cerca de la escuela de sus hijos, el teléfono puede mostrarle un recordatorio para que los recoja después de la escuela.

### Educación
La memoria prospectiva se ha implicado en el modelo de guía de la cognición (steering cognition), que describe cómo los niños coordinan su atención y respuesta a las tareas de aprendizaje en la escuela. Walker y Walker demostraron que los alumnos capaces de ajustar su memoria prospectiva con mayor precisión para diferentes tareas de aprendizaje en matemáticas, ciencias e inglés aprendían más que los alumnos cuya memoria prospectiva era fija o inflexible.

### Memoria prospectiva de personas
Los intentos de encontrar a personas desaparecidas o fugitivas de la justicia a través de sistemas de alerta pública a veces utilizan un tipo de memoria prospectiva basada en eventos llamada memoria prospectiva de personas (es decir, el individuo que recuerda algo, en vez de por una señal o a una hora determinada, lo hace al ver a una persona desaparecida). En la memoria prospectiva de personas, se presenta públicamente una imagen de una persona buscada o desaparecida con instrucciones para informar a las autoridades si se la ve. Los experimentos de campo muestran que la memoria prospectiva de personas suele ser bastante escasa, pero los policías encargados de localizar fugitivos tienen formación específica y otras herramientas.